# Любомеж (гміна)
Гміна Любомеж (пол. Gmina Lubomierz) — місько-сільська гміна у південно-західній Польщі. Належить до Львувецького повіту Нижньосілезького воєводства.
Станом на 31 грудня 2011 у гміні проживало 6228 осіб.

## Площа
Згідно з даними за 2007 рік площа гміни становила 130.39 км², у тому числі:
- орні землі: 68.00%
- ліси: 23.00%

Таким чином, площа гміни становить 18.37% площі повіту.

## Населення
Станом на 31 грудня 2011:
| Опис     | Загалом | Загалом | Чоловіки | Чоловіки | Жінки | Жінки |
| -------- | ------- | ------- | -------- | -------- | ----- | ----- |
| одиниця  | осіб    | %       | осіб     | %        | осіб  | %     |
| все      | 6228    | 100     | 3065     | 49.21    | 3163  | 50.79 |
| міське   | 2019    | 100     | 985      | 48.79    | 1034  | 51.21 |
| сільське | 4209    | 100     | 2080     | 49.42    | 2129  | 50.58 |

## Сусідні гміни
Гміна Любомеж межує з такими гмінами: Грифув-Шльонський, Львувек-Шльонський, Мірськ, Стара Камениця, Влень.